# Мартель, Карл Герман
Карл Герман Мартель (Мартелл; нем. Karl Hermann Martell; 17 декабря 1906, Тильзит — 28 декабря 1966, Гамбург) — немецкий актёр.

## Биография
Родился в Восточной Пруссии, в городе Тильзите с семье среднего достатка. Уже в четырнадцатилетнем возрасте (в 1920 году) он дебютировал в кино в немом фильме «Das große Geheimnis». После участия в ещё нескольких немых кинокартинах Мартель стал обучаться в престижной «Школе Макса Рейнхардта», регулярно участвовал в театральных постановках, где часто играл офицеров, аристократов и вообще людей высшего общества.
В своей первой работе в кино 1930-х годов он снялся в фильме-ревю «Premiere» (1936) с Царой Леандер, снимался с этой актрисой и в нашумевшей «Хабанере» (1937), где выделен в титрах как равноправный партнёр шведской актрисы Леандер (хотя по объёму и драматизму его роль уступает роли Фердинанда Мариана), и в шведской ленте 1959 года «Ночной мотылек». Много снимался и с другими выдающимися актрисами Третьего Рейха, но их звездного статуса достичь не смог и, как правило, главных ролей не получал. Во время Второй мировой войны Мартель был задействован в фильмах «Глазами женщины» и «Смейся, паяц!».
После войны из-за своих симпатий к нацистскому режиму и участия в различных пропагандирующих нацизм фильмах Мартель получил в рамках денацификации запрет на съёмки. Однако спустя пять лет, в 1950 году вернулся в профессию и на экраны, в частности, снимался у Файта Харлана и даже сыграл ещё раз вместе с Леандер (в шведской ленте 1959 года «Ночной мотылёк»). С начала 1950-х годов Мартель также работал в Гамбурге в качестве продюсера в своей собственной компании по производству документальных фильмов.
Карл Германн Мартель умер в одиночестве через несколько недель после своего 60-летия — 28 декабря 1966 года. В средствах массовой информации это событие осталось практически незамеченным.

## Фильмография
- 1920: Das große Geheimnis
- 1921: Die goldene Pest
- 1922: Das goldene Haar
- 1936: Gefährliches Spiel
- 1936: Der Zweck heiligt die Mittel
- 1937: Premiere
- 1937: Gauner im Frack
- 1937: Хабанера
- 1938: Игрок / Der Spieler
- 1938: Frauen für Golden Hill
- 1939: D III 88
- 1939: Dein Leben gehört mir
- 1939: Silvesternacht am Alexanderplatz
- 1939: Die Geliebte
- 1941: Alarm
- 1941: Дядюшка Крюгер
- 1942: Глазами женщины
- 1943: Смейся, паяц!
- 1943: Где моя дочь?
- 1943: Тогда
- 1945: Das alte Lied
- 1945: Zwischen Herz und Gewissen
- 1945: Das fremde Leben
- 1951: Herzen im Sturm
- 1951: Mathematik der Schönheit
- 1953: Die Gefangene des Maharadscha
- 1953: Seenot…---…SOS
- 1954: Sterne über Colombo
- 1959: Ночной мотылек